# Тамаш Пришкин
Тамаш Пришкин (мађ. Priskin Tamás, Комарно, 27. септембар 1986) бивши мађарски професионални фудбалер који је играо на позицији нападача. Већи део каријере провео је у Енглеској, у Вотфорду и Ипсвич Тауну. Његова прва сезона по доласку 2006. била је у Премијер лиги, а остатак је провео у Чемпионшипу. Од када је отишао из Ипсвича у јануару 2012, Пришкин је кратко играо у Русији, Аустрији, Израелу, Мађарској и Словачкој.
Стални репрезентативац је био од 2005. године, Пришкин је игра на 63 утакмице и постигао 17 интернационалних голова за Мађарску.

## Каријера
Пришкин је рођен у Комарну, у тадашњој Чехословачкој, од родитеља који су били етнички Мађари. Постао је члан омладинског клуба ЕТО ФК из Ђера са 15 година и стекао мађарско држављанство 2005. године, словачко држављанство које је имао рођењм је задржао. Он је такође старији брат нападача ЕТО ФК Ђер, Имреа Ванкоа.

### Клубови
Пришкин је дебитовао за Ђер ЕТО ФК у првој мађарској лиги 23. априла 2003. у доби од 16 година и 7 месеци. Три године касније након што је оставио утисак током пробног периода, 9. августа 2006. потписао је четворогодишњи уговор за прелазак у Вотфорд из Премијер лиге, за непознату суму.
Дана 19. августа 2006. године Пришкин је дебитовао за Вотфорд на гостовању против Евертона. У тој лиги, он је постигао свој први гол за клуб у сезони, асистирајући Демијену Френсису. Први гол је забележио 24. октобра 2006. на утакмици Лига купа против Хал Ситија. Постигао је гол главом против Виган атлетика у Премијер лиги 30. децембра, али је утакмица била прекинута због лошег времена и резултат је анулиран.
Неколико дана касније, у мечу против Фулама, арбитар Стив Бенет му је два пута показао жути картон, што га је приморало да прерано напусти игру. Први званични гол у лиги постигао је 9. априла 2007, смањивши пораз свог тима од Портсмута са 4 : 2.  Гол је дао у 50. минуту након асистенције Стива Кабе. Дванаест дана касније, постигао је гол протиц Манчестер ситија у 75. минуту, асистирао му је Даглас Риналди, осигуравши свом тиму нерешен резултат од 1 : 1.
Вотфорд је испао из лиге на крају сезоне, а у сезони 2007-2008, Пришкин је имао мало шанси за игру, будући да су Марлон Кинг, Дариус Хендерсон и Нејтан Елингтон били изнад њега на клупској лествици. У марту 2008, био је позајмљен Престон Норт Енду на месец дана, за који је дебитовао против Чарлтон Атлетика 8. марта, а убрзо потом је постигао гол против Барнлија. Вратио се у Вотфорд по истеку позајмице.
Почетком 2009. био је у одличној узлазној форми, између осталог постигао је гол на голу Челсија, иако је његов тим ипак претрпео пораз. Он је наставио са голеадом и у Чемпионшипу, где је постигао голове у три узастопне утакмице, а његов тренер је препознао његове квалитете.
Дана 7. августа 2009. године потписао је за Ипсвич Таун за 1,7 милиона фунти по изричитом захтеву Роја Кина и потписао је трогодишњи уговор. Прво је био позајмљен Свонзи Ситију у марту 2011, а потом Дарби каунтију у новембру 2011. где је дебитовао голом.
Дана 17. јануара 2012. године, споразумно је раскинуо уговор са Ипсвич Тауном, а три дана касније потписао је уговор на три и по године са руским клубом Аланијом из Владикавказа.
Дана 22. јула 2014. године потписао је четворогодишњи уговор са својим матичним клубом.
У сезони 2016/17, освојио је Словачки куп са Слованом из Братиславе. Пришкин је 1. маја 2017. године играо у финалу против Саколце, које је Слован добио са 3 : 0.
Дана 1. јуна 2017. године вратио се у Ференцварош, недавног освајача купа. Сезону 2018-2019 провео је на позајмици у Сомбатхељ Халадашу, где је постигао седам голова у 21 лигашкој утакмици за клуб који је испао из прве лиге. Ференцварош је раскинуо уговор 15. јануара 2020. године, а већ следећег дана, ЕТО Ђер, клуб из друге лиге, је званично објавио је његов трансфер.

### Репрезентација
Пришкин је играо за репрезентативну екипу Ференц Пушкашових XI против Реал Мадрида 14. августа 2005. у незваничној утакмици. Званично је дебитовао за Мађарску три дана касније, заменивши Петера Халмошија у последњих 21 минути пријатељског меча али и пораза од Аргентине резултатом 1 : 2 на стадиону Ференц Пушкаш у Будимпешти. Највећи успех са репрезентацијом постигао је крајем 2006. и почетком 2007. године, када је успео да постигне гол у пет узастопних међународних утакмица, што је учинак незабележен у Мађарској још од времена легендарних играча попут Пушкаша или Ференца Бенеа.
Због добрих наступа за Вотфорд пред крај сезоне 2008/09, зарадио је опозив у репрезентацију Мађарске за квалификације за Светско првенство против Албаније и Малте.
Дана 7. септембра 2012, када је Мађарска почела квалификације за Светско првенство у фудбалу 2014. победом у Андори резултатом 5 : 0, Пришкин је постигао четврти гол.
Дана 5. јуна 2015. постигао је 4. гол за Мађарску против Литваније у 30. минуту, 35 секунди након поготка саиграча Немање Николића.
Дана 15. новембра 2015. постигао је први гол у реванш мечу квалификација за Европско првенство 2016. против Норвешке. Пришкин је такође позван у селекцију Мађарске за УЕФА Еуро 2016.
Дана 14. јуна 2016, Пришкин је играо у првој утакмици у групи у победи од 2 : 0 над Аустријом на утакмици Групе Ф УЕФА Еуро 2016 на стадиону у Бордоу, Француска. Три дана касније, 18. јуна 2016. играо је у ремију 1 : 1 против Исланда на стадиону Велодром у Марсеју.
| Мађарска | Мађарска | Мађарска |
| Година   | Ута.     | Голови   |
| -------- | -------- | -------- |
| 2005.    | 3        | 0        |
| 2006.    | 1        | 1        |
| 2007.    | 11       | 5        |
| 2008.    | 3        | 1        |
| 2009.    | 6        | 0        |
| 2010.    | 6        | 1        |
| 2011.    | 8        | 3        |
| 2012.    | 3        | 1        |
| 2013.    | 1        | 0        |
| 2014.    | 5        | 3        |
| 2015.    | 7        | 2        |
| 2016.    | 6        | 0        |
| 2017.    | 3        | 0        |
| Укупно   | 63       | 17       |

## Достигнућа
Аланија
- Прва лига Русије у фудбалу
  - другопласирани: 2011/12.[24]

 Слован Братислава
- Куп Словачке у фудбалу
  - победник: 2016/17.

 Ференцварош
- Прва лига Мађарске у фудбалу: 
  - шампион: 2019/20 [25]
  - другопласирани: 2017/18